# ミッション24
『ミッション24』は、2007年3月17日に日本テレビほかで放送された中京テレビ製作のバラエティ特番。

## 概要
ランダムに選ばれた芸能人たちが24時間で人間の限界に挑戦する記録番組である。
「芸能人 人材発掘研究所」の所長「ジョニーデッパー・アツシ」は、24時間で人間は一体どんなことができるのかを研究している。被験者はアツシから与えられたミッションをクリアーできれば時給1万円（実質24万円）の報酬が貰え、失敗すると経費を全額自己負担することになる。

## 出演者
- 田村淳（ロンドンブーツ1号2号）

## ミッション一覧
- 『24時間で、47都道府県の郷土料理をすべて食べ尽くせ!』
  - 被験者 - SHEILA、ボビー・オロゴン
- 『24時間で、少年隊の『仮面舞踏会』の振り付けをマスターせよ!』
  - 被験者 - 安田大サーカス
- 『24時間で、同姓同名を探し、もう1組の森三中を完成させよ!』
  - 被験者 - 森三中

## 記録班
- 構成 - 中野俊成、堀江利幸、樋口卓治、オグロテツロウ（企画）
- ナレーター - 垂木勉
- ディレクター - 市健治、渡辺浩則、本多晋、大美賀利征、宗宮功卓、西山裕之
- 総合演出 - さとうしゅう
- プロデューサー - 村井清隆、渡辺卓郎、相川弘隆
- 制作協力 - いまじん
- 制作 - 中京テレビ
- 制作著作 - 日本テレビ